# Microtus kikuchii
Microtus kikuchii är en däggdjursart som först beskrevs av Kuroda 1920.  Microtus kikuchii ingår i släktet Microtus och familjen hamsterartade gnagare. Inga underarter finns listade.
Arten tillhör undersläktet Alexandromys som ibland godkänns som släkte.
Med en kroppslängd (huvud och bål) av 100 till 140 mm, en svanslängd av 80 till 98 mm och en genomsnittlig vikt av 37 (honor) respektive 43 g (hannar) är arten en ganska stor sork. Pälsen är på ovansidan mörk orangebrun och undersidans päls är ljusgrå. Svansen är på ovansidan mörkare än på undersidan. Microtus kikuchii skiljer sig i avvikande detaljer av kraniet och tänderna från andra skogssorkar.
Denna sork lever endemisk i Taiwans höga bergstrakter. Den vistas där mellan 3000 och 3670 meter över havet. Regionen är täckt av skog med buskar och bambu som undervegetation.
Reviren av hannar och honor överlappar varandra (främst av exemplar som parar sig). Fortplantningen är främst monogam. Endast när honan inte är parningsberedd söker hannen en annan hona. Läten är endast kända från honor. Födan utgörs av olika växtdelar. Individer i fångenskap åt främst växter av nysrotssläktet. Microtus kikuchii är vanligen aktiv på tidiga morgonen och på senare eftermiddagen. Fortplantningen sker mellan mars och augusti.